# Даїр
Даїр (каз. Дайыр; помер 1786) — казахський правитель, хан частини Середнього жуза від 1781 до 1784 року.

## Життєпис
У 1760-их роках Даїр очолив кілька родів і кочував з ними в Приаральї й низов'ях Сирдар'ї. 1781 року старшини окремих родів обрали його своїм ханом. В той же час Даїр одружився з дочкою хана Аблая. Після смерті останнього Даїр попрохав Оренбурзького губернатора затвердити його також і ханом Старшого жуза. Втім його прохання залишилось без відповіді.